# 坂本忠次
坂本 忠次（さかもと ちゅうじ、1933年4月26日 - 2011年1月9日）は、日本の経済学者。岡山大学名誉教授。専門は、地方財政論。経済学博士（京都大学、1990年）。岡山県生まれ。

## 学歴
- 1952年3月：岡山県金光高等学校卒業
- 1953年4月：東京大学教養学部入学
- 1957年3月：東京大学文学部西洋史学科卒業
- 1957年4月：東京大学研究生（1958年3月まで）
- 1958年4月：東京大学新聞研究所本科研究生（1960年3月まで）
- 1960年4月：東京大学経済学部ゼミナールにて研修（1962年3月まで）
- 1962年4月：法政大学大学院社会科学研究科経済学専攻修士課程入学
- 1964年3月：法政大学大学院社会科学研究科経済学専攻修士課程修了（経済学修士）
- 1967年3月：法政大学大学院社会科学研究科経済学専攻博士課程単位取得満期退学
- 1990年11月：経済学博士（京都大学）「日本における地方行財政の展開：大正デモクラシー期地方財政史の研究」

## 職歴
- 1962年5月：国民経済研究協会（1967年3月まで）
- 1967年4月：岡山大学法文学部助手
- 1968年4月：岡山大学法文学部助教授
- 1977年4月：岡山大学大学院経済学研究科助教授（担当：財政学・地方財政学）
- 1979年4月：岡山大学法文学部教授
- 1980年4月：岡山大学経済学部教授・法文学部教授を併任（1990年3月まで）
- 1985年8月：ニューヨーク大学客員研究員（文部省短期海外出張）
- 1993年4月：岡山大学大学院文化科学研究科教授（担当：政府間財政関係論）
- 1994年4月：岡山大学大学院文化科学研究科専攻長（1995年3月まで）
- 1996年4月：岡山大学経済学部長（1998年3月まで）
- 1996年4月：岡山大学大学院経済学研究科長（1998年3月まで）
- 1999年4月：関西福祉大学社会福祉学部教授（担当：財政学・地域経済論）
- 2001年4月：関西福祉大学附属図書館長（2003年3月まで）
- 2009年4月：関西福祉大学大学院社会福祉学研究科教授・研究科長（担当：社会福祉行財政論特講・同演習・地域福祉行財政論特講）

## 著書

### 単著
- 『国家と地方自治の行財政論』（青木書店、1979年）
- 『現代地方自治財政論』（青木書店、1986年）
- 『日本における地方行財政の展開：大正デモクラシー期地方財政史の研究』（御茶の水書房、1989年）（第16回東京市政調査会「藤田賞」）
- 『大正デモクラシー期の経済社会運動：岡山県地域を中心に』（御茶の水書房、1990年）
- 『地方分権化の時代を考える：地方財政と地域経済』（大学教育出版、1994年）
- 『分権時代のまちづくり：足もとを掘れ、そこに泉が湧く』（自然生活社、1999年）
- 『現代社会福祉行財政論：社会保障をどうするか』（大学教育出版、2009年）

### 編著
- 『地域史における自治と分権』（大学教育出版、1999年）
- 『現代社会福祉の諸問題：介護保険の現状と財政を中心に』（晃洋書房、2003年）
- 『津田白印の孤児救済事業』（吉備人出版、2010年）

### 共編著
- （ひろたまさき）『日本民衆の歴史・地域編1：神と大地のはざまで：岡山の人びと』（三省堂、1984年）
- （中村良平）『瀬戸大橋と地域経済・環境問題』（山陽新聞社、1992年）
- （アルマンド・モンタナーリ・鈴木茂・橋本了一）『大型プロジェクトの評価と課題：世界の長大橋に学ぶ経済効果と環境問題』（晃洋書房、1997年）
- （和田八束・伊東弘文・神野直彦）『分権時代の福祉財政』（敬文堂、1999年）
- （重森暁・遠藤宏一）『分権化と地域経済』（ナカニシヤ出版、1999年)
- （住居広士）『介護保険の経済と財政：新時代の介護保険のあり方』（勁草書房、2005年）

### 訳書
- ジョージ・K・タンハムほか『武器なき戦い：ベトナム農村におけるアメリカの平定作戦』（外交時報社、1967年）

## 論文
- <坂本忠次